# 세가지 사랑, 정사
《세가지 사랑, 정사》(Antares)는 오스트리아에서 제작된 괴츠 스필만 감독의 2004년 드라마 영화이다. 페트라 모르쯔 등이 주연으로 출연하였고 에리히 라크너 등이 제작에 참여하였다.
제77회 아카데미상 외국어 부문에 출품되었으나 후보로 지명되지 못했다.

## 출연

### 주연
- 페트라 모르쯔
- 안드레스 파톤
- 해리 프린츠
- 수잔느 웨스트

### 조연
- 데니스 쿠빅
- 안드레아스 키엔들
- 마르티나 지너
- 제니아 페르츠너

## 기타
- 미술: 카타리나 보페르만
- 의상: 토머스 올라